# Alireza Afshari
Alireza Afshari er professor i ventilationsteknik ved Institut for Byggeri, By og Miljø (BUILD) ved Aalborg Universitet i København. Han er uddannet i Sverige, hvor han har en Ph.d. og en Docentur i HVAC (installation og vedligehold af varmeanlæg, ventilationsanlæg, køleanlæg) fra Chalmers University of Technology fra 1999.

## Karriere
Alireza Afshari var koordinator og konsulent i den private sektor inden han tog sin ph.d. Herefter blev han forsker i ventilation og luftkvalitet ved Aalborg Universitet. I 2012 blev han professor i energieffektiv ventilationsteknologi , og i 2018 blev han også forskningsgruppeleder af forskningsgruppen for indeklimakvalitet og bygningssystemer, som tilvejebringer energieffektive løsninger til forbedring af indeklima og komfort i bygninger.  Han har optrådt i medierne mange gange, og været medlem af mange forskellige organisationer, været gæsteforelæsere og foredragsholder. 

## Publikationer
Alireza Afshari har udgivet over 150 publikationer herunder peer-reviewed artikler og bogkapitler. 